# Cnemoplites blackburni
Cnemoplites blackburni är en skalbaggsart som beskrevs av Auguste Lameere 1903. Cnemoplites blackburni ingår i släktet Cnemoplites och familjen långhorningar. Inga underarter finns listade i Catalogue of Life.